# 友達 (戯曲)
『友達』（ともだち）は、安部公房の戯曲。2幕13場から成る。安部の代表的戯曲で、傑作とも評されている。一人暮らしの男のアパートに突然と闖入してきた奇妙な一家が笑顔で隣人愛を唱え、親切心の連帯で孤独の思想を駆逐し殺してしまう物語。男の部屋を侵略する一家の疑いを知らぬ善意が、怪物化してゆくブラックユーモアの中に、現代社会の人間の生の構造や他者との関係性が描かれている。
1967年（昭和42年）、雑誌『文藝』3月号に掲載され、同年3月15日に青年座により紀伊國屋ホールで初演された。同年9月18日に第3回（1967年）谷崎潤一郎賞を受賞。単行本は同年11月30日に河出書房新社より『戯曲 友達・榎本武揚』として刊行された。翻訳版はドナルド・キーン訳（英題：Friends）で行われ、国内外で多数上演され続けている。1988年（昭和63年）に日本・スウェーデン合作で映画化もされた。

## 作品成立・主題
『友達』は、1951年（昭和26年）に発表された小説『闖入者』を元にした戯曲であるが、テーマやプロットは『闖入者』とは異なっている。なお、1974年（昭和49年）の改訂版『友達』では、登場人物の一家の「祖母」が「祖父」に変更され、「元週刊誌のトップ屋」がなくなり、「婚約者の兄」と「三男」が加わった。また、初出版では、タイトル横に「黒い喜劇」と銘打たれている。
安部公房は、『友達』と『闖入者』の異なる点については、『闖入者』の「闖入者」たちは多数原理（民主主義）を暴力の合理化に利用し、主人公はその多数神話に毒されている故にそれに逆らえず自己矛盾の罠におちいるという「受身の犠牲者」にとどまるが、『友達』の「友達」たちは、主人公の忠実すぎる従僕の役割を引受け、その協調と連帯と和解の原理により、主人公は常に「外面的には優位を保つ」ことが出来るとしながら、以下のように、その関係構造を解説している。
『友達』のテーマについては、「他人とはなにか、連帯とはなにか」だと安部は述べ、共同体原理が全く無効になっている現代における人間の連帯について以下のように説明している。
また、『友達』の長女は「肉体的な愛」、次女は「精神的な愛」を、「主人公に求め、また与えたいと望む」と説明し、「主人公の立場は、彼女たちの好意と善意を利用しようとすることによって、いっそう複雑なものになる」としている。そして、「次女は、脱出を助けるふりをしただけではなく、本当に助けてくれたのかもしれない。死以外に、もはや真の脱出の道が無かったのだとすれば……」と安部は解説している。
なお、観客の反応については、おそらくこの芝居を観てよく笑うだろうと安部は予想しながら、「しかしこの笑いが舞台に対しての笑いではなく、実は自分を笑っていると感じていただければ、芝居は成功だと思う。皆さん、よく笑って下さい」と述べている。

## あらすじ
夜の都会。奇妙な9人家族が「友達のブルース」を歌いながら、愛と友情を届けるために一人ぼっちの孤独な人間を探し、ある一人暮しの男のアパートを訪ねる。 彼らは、拒む男の意向を無視して部屋に闖入した。男は、不法侵入だと警察に電話をするが、管理人や警官らにも信じてもらえず、一家に居座られる。出て行ってくれと頼む男に対して、一家は、様々な屁理屈で応酬し、多数決の「民主的な」ルールを押し付ける。彼らは、男の婚約者や彼女の兄も、うまく言いくるめてしまい、男はそのまま一家と同居を続けなければならなくなる。
半月が経ったある晩、長女と男が一緒に寝て何か相談しているところを、次女が発見する。男が長女に誘われ逃亡しようとしていたことを、次女は他の家族を呼び報告し、男は弁解も虚しく、罰として玄関の靴箱の檻に入れられた。食事係の次女は、憔悴している男に牛乳をすすめ、男がそれを飲む干すのを見届けると、檻の錠前の鍵をあげると言った。男は喜んでそれを受け取ろうとするが、突然震えが激しくなり、恐怖にひきつれて動かなくなった。次女は男の死の間際に、「さからいさえしなければ、私たちなんか、ただの世間にすぎなかったのに……」とつぶやき、檻にそっと毛布をかけすすり泣く。
次男は次女に、「なんだ、おまえ、またやってしまったのか！」と言うが、「しょうがねえなあ……」と、平気で引越し準備にかかった。父が、「故人は常にわれらが良き友でありました」と哀悼を述べ、一家はハンカチを振ってアパートから出て行進し、笑い声を響かせながら去って行く。

## 登場人物
男
31歳。商事会社の課長代理。アパートで一人暮らし。名字は「本間」。
男の婚約者
男と同じ職場に勤めている。都会風な娘。
婚約者の兄
独身。
祖父
80歳。補聴器をつけている。
父
一見、宗教家タイプの紳士。くたびれているが礼儀正しい服装。鞄をかかえている。
母
オールドファッションの帽子と眼鏡がよく似合う。
長男
頭は切れるが、病身で陰性。元・私立探偵。トランクを二つ持っている。
次男
アマチュアボクサーで新人賞をとったことがある。ギターを抱え、トランクを下げている。
三男
スポーツマンタイプの楽天家。
長女
30歳。男におそわれる夢を持ちつづけているオールドミス。
次女
24歳。善意を結晶させたような、清楚で可憐な娘。小さなトランクを持っている。
末娘
見かけによらぬ小悪魔。
アパートの管理人
中年の女。一家に買収されてか、あるいは関わり合いになるのを恐れてか、中立をよそおう。
警官たち
若い警官と中年の警官。これといった被害がないとみて、家庭内の揉め事として去っていく。

## 作品評価・解釈
中野孝次は、『友達』の「善意家族」の「ぞっとするほど無気味」なイメージを「必然たらしめる語り口」が完璧だと評し、観客は知らず知らずのうちに、「わが身にふりかかった事件」として体験させられ、そこで繰り広げられる台詞は、日常でもどこかで聞いた覚えがある感覚となる効果があるとしながら、以下のように解説している。
三島由紀夫は、谷崎潤一郎賞の選評で『友達』を「構成的にも間然するところのない戯曲」で、「安部氏の抽象主義的実験が、ここでは比類のない肉感性を克ち得てゐる」と評している。また、「安部公房氏の傑作である」とも述べ、以下のように讃美している。
また、こういった「純粋な作品」は、あまり暗喩に心をわずらわされない方がいいとし、三島は以下のように評した後、観客がこの芝居を「不自然なところのない家庭喜劇」かと思っているうちに、殺人がすでに行われているとし、「これは決してアンチ・テアトルなんかではない。これこそはテアトルなのである」と解説している。
一方で、日本における不条理劇の第一人者である別役実は、『友達』を、「演劇性」と「文学性」の奇妙な混合がみられる、として、批判している。

## おもな公演
- 初演『友達』　青年座
  - 1967年（昭和42年）3月15日 - 26日 紀伊國屋ホール
  - 演出：成瀬昌彦。美術：安部真知。照明：穴沢喜美男。音楽：猪俣猛。振付：関矢幸雄。効果：秦和夫。舞台監督：土岐八夫。製作：金井彰久。
  - 出演：大塚国夫（男）、木下育子（婚約者）、森塚敏（祖母）、溝井哲夫（父）、東恵美子（母）、久保幸一（長男）、平田守（次男）、中曽根公子（長女）、今井和子（次女）、青樹知子（末娘）、山岡久乃（管理人）、中台祥浩（元週刊誌のトップ屋）、小池栄（警官）、中田浩二（警官）
- 再演『友達』　青年座
  - 1968年（昭和43年）4月10日 - 14日 大阪毎日ホール、4月25日 - 29日 京都会館、5月16日 - 23日 国立劇場小劇場
  - スタッフは初演と同じ。配役には一部変更あり。
- 改訂版『友達』　安部公房スタジオ公演
  - 1974年（昭和49年）5月17日 - 6月1日、9日 - 15日、24日 - 27日 渋谷・西武劇場、6月18日 - 19日 大阪・毎日ホール
  - 演出：安部公房。美術：安部真知。照明：河野竜夫。音楽：猪俣猛。歌唱指導：テリー・水島。効果：秦和夫。舞台監督：宮永雄平。演奏：猪俣猛、中牟礼貞則、渋井博、荒川康男、清水万紀夫、テリー・水島。リハーサル・ピアノ：木村明義。衣裳製作：中村悦子。製作：西武百貨店文化事業部、阿部義弘事務所。
  - 出演：仲代達矢（男）、条文子（婚約者）、岩浅豊明（婚約者の兄）、佐藤正文（祖父）、井川比佐志（父）、大西加代子（母）、宮沢譲治（長男）、新克利（次男）、伊藤裕平（三男）、条文子（長女）、山口果林（次女）、大谷直（末娘）、岩浅豊明（管理人）、丸山善司（警官）、川喜田正器、杉田明夫、高橋信也、端山悦子、大島洋子（コーラス）
- 『友達』　世田谷パブリックシアター公演
  - 2008年（平成20年）11月11日 - 16日、18日 - 24日 三軒茶屋・シアタートラム、11月27日 - 28日 松本市・まつもと市民芸術館
  - 演出：岡田利規。美術：堀尾幸男。照明：大野道乃。音響：市来邦比古。衣装：半田悦子。舞台監督：福田純平。制作：大下玲美。プロデューサー：楫屋一之。企画制作：世田谷パブリックシアター
  - 出演：小林十市（男）、塩田倫（婚約者）、泉陽二（婚約者の兄）、麿赤兒（祖父）、若松武史（父）、木野花（母）、今井朋彦（長男）、加藤啓（次男）、柄本時生（三男）、剱持たまき（長女）、ともさと衣（次女）、呉キリコ（末娘）、麻生絵里子（管理人）、有山尚宏（警官）
- 『友達』　シス・カンパニー公演
  - 2021年（令和3年）9月 初台・新国立劇場小劇場、10月 西梅田・サンケイホールブリーゼ
  - 演出：加藤拓也。
  - 出演：鈴木浩介（男）、西尾まり（婚約者）、浅野和之（祖母）、山崎一（父）、キムラ緑子（母）、林遣都（長男）、岩男海史（次男）、大窪人衛（三男）、富山えり子（長女）、有村架純（次女）、伊原六花（末娘）、内藤裕志（弁護士）、鷲尾真知子（管理人）、長友郁真（警官）、手塚祐介（警官）

## おもな刊行本
- 『戯曲 友達・榎本武揚』（河出書房新社、1967年11月30日）
  - 装幀：安部真知。帯文：三島由紀夫、伊藤整。
  - 収録作品：友達、榎本武揚
  - ※ 1975年（昭和50年）12月15日に、河出文芸選書として再刊。
- 文庫版『友達・棒になった男』（新潮文庫、1987年8月25日）
  - カバー装画：ジョージ・シーガル「THE BILLBOARD」（1966年）。付録・解説 中野孝次。
  - 収録作品：友達、棒になった男、榎本武揚
- 英文版『Friends』（訳：ドナルド・キーン）（New York：Grove Press、1969年）

## 映画化
- 『友達』Friends（日本・スウェーデン合作映画） 1988年封切（スウェーデン）。カラー86分。言語は英語。
  - シネセゾン、新潮社、SFI（Swedish Film Institute）製作。
  - 東京国際ファンタスティック映画祭'89の正式上映作品。
  - 日本国内では1989年（平成元年）12月16日から銀座テアトル西友で劇場公開された。
  - ※ 1989年グルドバッゲ賞（スウェーデン・アカデミー賞）最優秀撮影賞。

### スタッフ
- 製作総指揮：堤清二、佐藤亮一、クラース・ウロフソン、カティンカ・ファラゴー
- 製作：松江陽一、ボルイェ・ハンソン
- 監督・脚本：シェル＝オーケ・アンデション（Kjell-Åke Andersson）
- 撮影：ペーテル・モクロシンスキー
- 美術：カイ・ラーセン
- 編集：ミハウ・レシチロフスキー
- 字幕：山本比佐乃

### キャスト
【】は原作に該当する人物。
- John【男】：デニス・クリストファー
- Sue【長女】：レナ・オリン
- Bonnie【次女】：ヘレーナ・ベリストルーム
- Matt：ステッラン・スカーシュゴード
- Zeb：スヴェン・ヴォルテル
- Jennifer：アニタ・ヴァル
- Matilda：アイノ・トーベ・ヘンリクソン
- Sally【婚約者】：エディタ・ブリクタ

## 関連作品

### 小説
- 短編小説『闖入者』 
  - 1951年（昭和26年）、雑誌「新潮」11月号に掲載。単行本は翌年1952年（昭和27年）12月10日に未来社より刊行。文庫版は新潮文庫『水中都市・デンドロカカリヤ』に収録されている。

### テレビドラマ
- 創作劇場『闖入者』（NHK大阪 教育テレビ） 1963年（昭和38年）2月23日 土曜日 21:00 - 21:45
  - 脚本：安部公房。演出：関川良夫、前田純一郎、辻元一郎。効果：武部喜明。
  - 出演：小林昭二（H・本間一郎）、溝田繁（A・男）、藤山喜子（B・男の妻）、毛利菊枝（C・老婆）、酒井哲（D・兄）、広瀬義宣（E・弟）、池田和歌子（F・娘）、岩瀬泰宏（G・少年）、矢野潤子（S・本間の恋人）、津島道子（管理人）、西山嘉孝（巡査a）、堀内一市（巡査b）、他

### ラジオドラマ
- パンドラタイム『闖入者』（朝日放送） 1955年（昭和30年）7月21日 
  - 脚本：安部公房、沼田幸二（俳優座文芸演出部）。演出：安部公房。
  - 出演：永井智雄（被害者・久保田）、小沢栄太郎（闖入者・紳士）、中村美代子（紳士の妻）、稲葉義男（タロ）、仲代達矢（ジロ）、杉山徳子（トシ子）、菅井きん（老婆）、松本克平（弁護士）、浜田寅彦（巡査）、中村たつ（管理人の女）